# Campionati panamericani di scherma 2019
I Campionati panamericani di scherma 2019 sono stati la 14ª edizione della manifestazione continentale organizzata dalla Pan American Fencing Union. Si sono svolti dal 27 giugno al 1 luglio a Toronto, in Canada.

## Medagliere
| Posiz. | Nazione     | Oro | Argento | Bronzo | Totale |
| ------ | ----------- | --- | ------- | ------ | ------ |
| 1      | Stati Uniti | 10  | 3       | 2      | 15     |
| 2      | Venezuela   | 1   | 2       | 0      | 3      |
| 3      | Cuba        | 1   | 0       | 1      | 2      |
| 4      | Canada      | 0   | 5       | 5      | 10     |
| 5      | Brasile     | 0   | 2       | 2      | 4      |
| 6      | Argentina   | 0   | 0       | 5      | 5      |
| 7      | Cile        | 0   | 0       | 1      | 1      |
| 7      | Messico     | 0   | 0       | 1      | 1      |
| 7      | Perù        | 0   | 0       | 1      | 1      |
| Totale | Totale      | 12  | 12      | 18     | 42     |

## Risultati

### Maschili
| Specialità  | Oro           | Argento         | Bronzo                                     |
| Individuali |               |                 |                                            |
| Fioretto    | Race Imboden  | Guilherme Toldo | Alexander Massialas Gerek Meinhardt        |
| Spada       | Rubén Limardo | Jesús Limardo   | Jose Felix Dominguez Yunior Venet Reytor   |
| Sciabola    | Eli Dershwitz | Daryl Homer     | Joseph Polossifakis Maria Pascual Di Tella |
| A squadre   |               |                 |                                            |
| Fioretto    | Stati Uniti   | Canada          | Argentina                                  |
| Spada       | Cuba          | Stati Uniti     | Argentina                                  |
| Sciabola    | Stati Uniti   | Canada          | Argentina                                  |

### Femminili
| Specialità  | Oro                  | Argento        | Bronzo                                   |
| Individuali |                      |                |                                          |
| Fioretto    | Nicole Ross          | Guo Zi Shan    | Kelleigh Ryan Eleanor Harvey             |
| Spada       | Kelley Hurley        | Maria Martinez | Maria Luisa Doig Nathalie Moellhausen    |
| Sciabola    | Anne-Elizabeth Stone | Mariel Zagunis | Gabriella Page María Belén Pérez Maurice |
| A squadre   |                      |                |                                          |
| Fioretto    | Stati Uniti          | Canada         | Cile                                     |
| Spada       | Stati Uniti          | Brasile        | Canada                                   |
| Sciabola    | Stati Uniti          | Canada         | Messico                                  |